# Агафодор
Агафодор (греч. Αγαθόδωρος — «благой дар») — мужское имя греческого происхождения.

## Известные носители
- Агафодор Херсонесский, священномученик (память 7 (20) марта)
- Агафодор Тианский, мученик (память 2 (15) февраля)
- Агафодор Пергамский, мученик (память 10 (23) октября)
- Агафодор (Преображенский), митрополит Кавказский и Ставропольский
- Агафодор (Маркевич), наместник Донского монастыря с 1991 по 2009 год.